# Tipula rostrata
Tipula rostrata är en tvåvingeart som först beskrevs av Pierre André Latreille 1802.  Tipula rostrata ingår i släktet Tipula, ordningen tvåvingar, klassen egentliga insekter, fylumet leddjur och riket djur.
Artens utbredningsområde är Frankrike. Inga underarter finns listade i Catalogue of Life.